# Fajardo
Fajardo è una città di Porto Rico situata nell'estremità nord-orientale dell'isola. L'area comunale confina a sud con Ceiba e a ovest con Luquillo. È bagnata a nord dall'oceano Atlantico e a est dalle acque dello stretto di Vieques. Il comune, che fu fondato nel 1772, oggi conta una popolazione di oltre 40 000 abitanti ed è suddiviso in 8 circoscrizioni (barrios).